# Stipe Sisgoreo
Stipe Sisgoreo, jedan od prvih Hajdukovih igrača iz desetih godina 20-tog stoljeća. Za Hajduk je odigrao pet utakmica (tada su sve bile prijateljske) ali bez postignutih golova. 
Stipe je nastupio i na prvoj Hajdukovoj trening utakmici na strani A momčadi, koju je protiv B momčadi dobila s 13:2.